# Кукезов
Кукезов (укр. Кукезів) — село в Новоярычевской поселковой общине Львовского района Львовской области Украины.
Население по переписи 2001 года составляло 386 человек. Занимает площадь 0,62 км². Почтовый индекс — 80465. Телефонный код — 3254.